# Silage

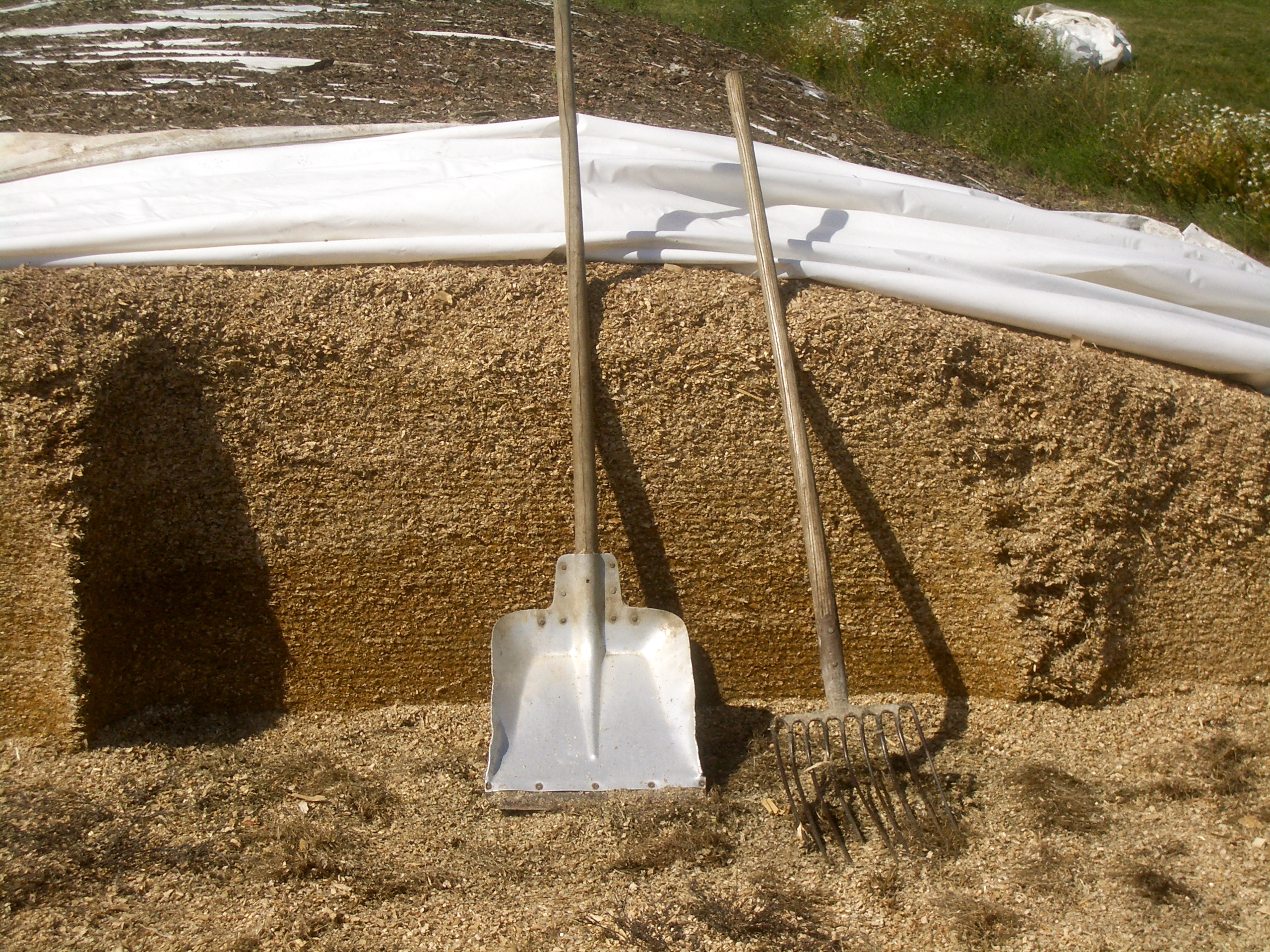
Maissilage in einem Fahrsilo

Silage, auch Silofutter, Gärfutter, Sauerfutter oder selten Ensilage genannt, ist ein durch Milchsäuregärung konserviertes Futtermittel für Nutztiere, vor allem für Wiederkäuer (insbesondere das Hausrind), da sie durch die Fermentation der Nahrung im Pansen auch in der Lage sind, Strukturkohlenhydrate zu verdauen. Es werden aber auch nachwachsende Rohstoffe, die als Energiequelle in Biogasanlagen dienen, durch Silierung haltbar gemacht. Siliert werden können grundsätzlich alle Grünfuttermittel, unter anderem Gras (Grassilage), Mais (Maissilage), Klee, Luzerne, Ackerbohnen oder Getreide (als Ganzpflanzensilage). Ferner können auch vermahlenes und mit Wasser zu einem Brei vermischtes Getreidekorn, Rübenblätter oder Nebenprodukte wie Biertreber siliert werden. Die Eignung eines Futtermittels zur Silierung nennt man Silierbarkeit. Sie ist von chemischen, physikalischen und mikrobiellen Eigenschaften abhängig.

## Inhaltsstoffe
Zusammensetzung einer Silage für Milchvieh:
|                                        | Grassilage                                | Maissilage    |
| -------------------------------------- | ----------------------------------------- | ------------- |
| Trockensubstanz (TS)                   | 30–40 %                                   | 28–35 %       |
| Rohasche                               | < 10 %                                    | < 4,5 %       |
| Rohfaser                               | 22–25 %                                   | 17–20 %       |
| Stärke                                 | keine                                     | > 30 %        |
| MJ Netto-Energie Laktation (NEL)/kg TS | > 6,2 (1. Schnitt), > 5,8 (Folgeschnitte) | > 6,4         |
| Rohprotein                             | > 135 g/kg TS                             | < 100 g/kg TS |

Maissilage hat den höchsten Energiegehalt aufgrund des Stärkegehaltes, gefolgt von reiner Grassilage. Luzerne- oder Kleesilage ist proteinreich und enthält weniger Energie.
Der Rohprotein- und Rohfasergehalt der Silagen ist abhängig vom Wuchsstadium der Futterpflanzen zum Erntezeitpunkt. Der Rohfasergehalt steigt mit dem Alter, der Rohproteingehalt sinkt hingegen ab. Der Rohaschegehalt ist abhängig von der Verschmutzung der Silage mit Sand oder Schmutzpartikeln und lässt damit Rückschlüsse auf die Sauberkeit der Ernte zu. Der Trockensubstanzgehalt des Erntegutes variiert zwischen 30 % und 45 % und beeinflusst die Silierung. Bei Grassilage ist er abhängig von der Anwelkzeit (Trocknungsdauer) des Mähgutes auf dem Grünland (Silage aus länger getrocknetem Ausgangsgut nennt man Welk- oder Anwelksilage), bei Maissilage vom Erntetermin.

## Verwendung als Viehfutter und Substrat für Biogasanlagen

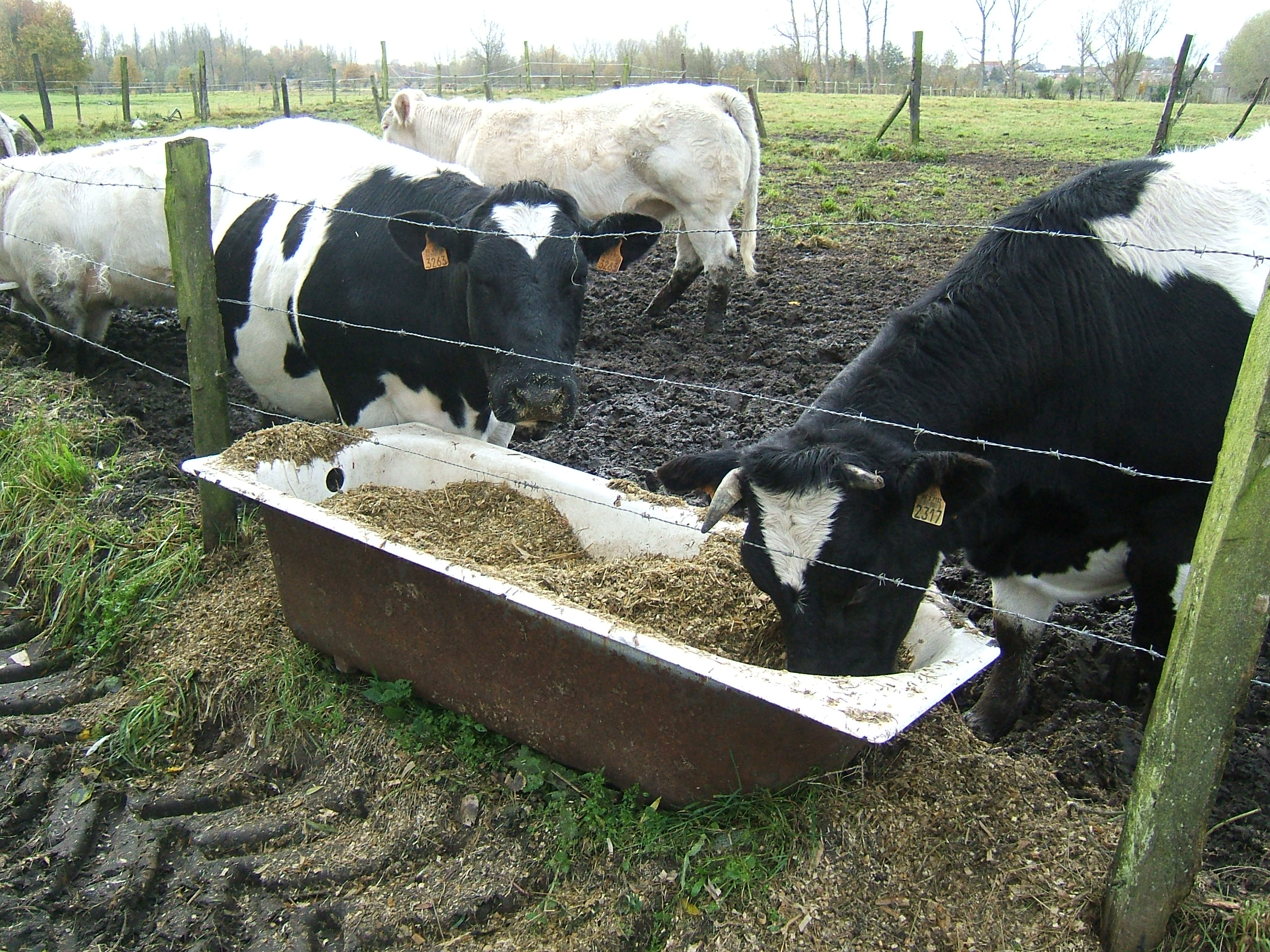
Rinderfütterung mit Maissilage im Winter

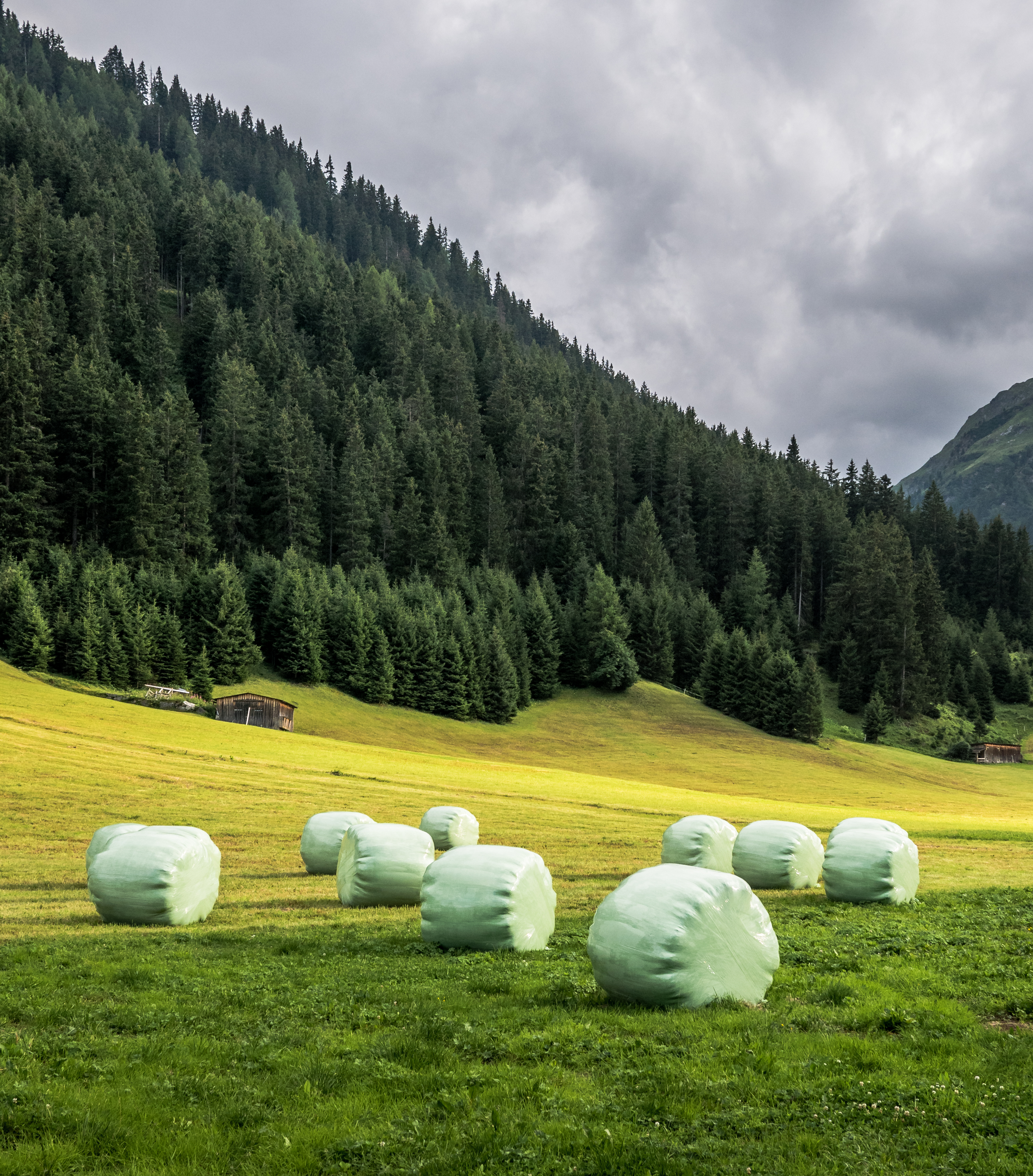
Heulageballen in Tirol

In der Milchviehfütterung ist Maissilage neben Grassilage das am häufigsten verwendete Futtermittel. Vorteil gegenüber Heu ist die höhere Witterungsunabhängigkeit. Dazu ist die Schlagkraft höher, das heißt, je Tonne Erntegut ist weniger Maschineneinsatz nötig. Die Ernte kann somit zügig beendet werden, ohne dass es zu größeren Verlusten durch Veratmung von Nährstoffen durch Hefen oder Pilze kommt. Das Wenden und Bewegen/Aufnehmen in trockenem Zustand entfällt, daher entstehen weniger Bröckelverluste (die Maschinen können die kleinen Heupartikel nicht erfassen). Um einen ausreichenden Proteingehalt der Futterration zu gewährleisten, wird in maisbetonten Futterrationen meist importiertes Sojaextraktionsschrot zugefüttert. Im ökologischen Landbau wird vorwiegend Kleegrassilage eingesetzt, da der Anbau von Klee als Stickstoff liefernde Hülsenfrucht in Pflanzenbausystemen des ökologischen Landbaus vorteilhaft ist.
Silage mit hohen Proteingehalten eignet sich nur bedingt für die Pferdefütterung, deshalb wird ggf. Heu zugefüttert. Geeigneter für Pferde ist die später geerntete, weniger feuchte Heulage.
In Gebieten mit einer hohen Bedeutung der Herstellung von Rohmilchkäse wird auf die Fütterung von Silage verzichtet, da die Hartkäse-Herstellung durch aus der Silage in die Milch übertragene Clostridien deutlich erschwert wird.
Silagen dienen in Biogasanlagen als energiereiches Substrat. Häufig wird Maissilage eingesetzt, da Mais einen hohen Ertrag an Trockenmasse pro Fläche ermöglicht. Zudem liefert Maissilage bei der Vergärung einen hohen Gasertrag. Aber auch andere Ganzpflanzensilagen gewinnen an Bedeutung. So wird versucht, durch Zweifruchtsysteme aus einer Winter- und einer Sommerkultur die Erträge pro Fläche und Jahr zu erhöhen. Als Winterfrucht dient beispielsweise Roggen, der als Grünroggen bereits deutlich vor dem Abreifen geerntet wird, um bei der anschließend angebauten Sommerfrucht, wie Mais, höhere Erträge zu erzielen. Auch Kombinationen mit Sonnenblume, Hirse und anderen Früchten sind denkbar, in der Praxis aber bisher kaum verbreitet. Vorteile der Alternativen zum Mais sind unter anderem die Möglichkeit zum Fruchtwechsel, die ausgewogenere Nährstoffversorgung der Mikroorganismen im Fermenter der Biogasanlage und eine höhere Akzeptanz des Energiepflanzenanbaus in der Bevölkerung durch die größere Vielfalt der Ackerkulturen. Die Konservierung dieser Ackerfrüchte erfolgt ebenfalls durch Silierung.

## Ablauf der Silierung

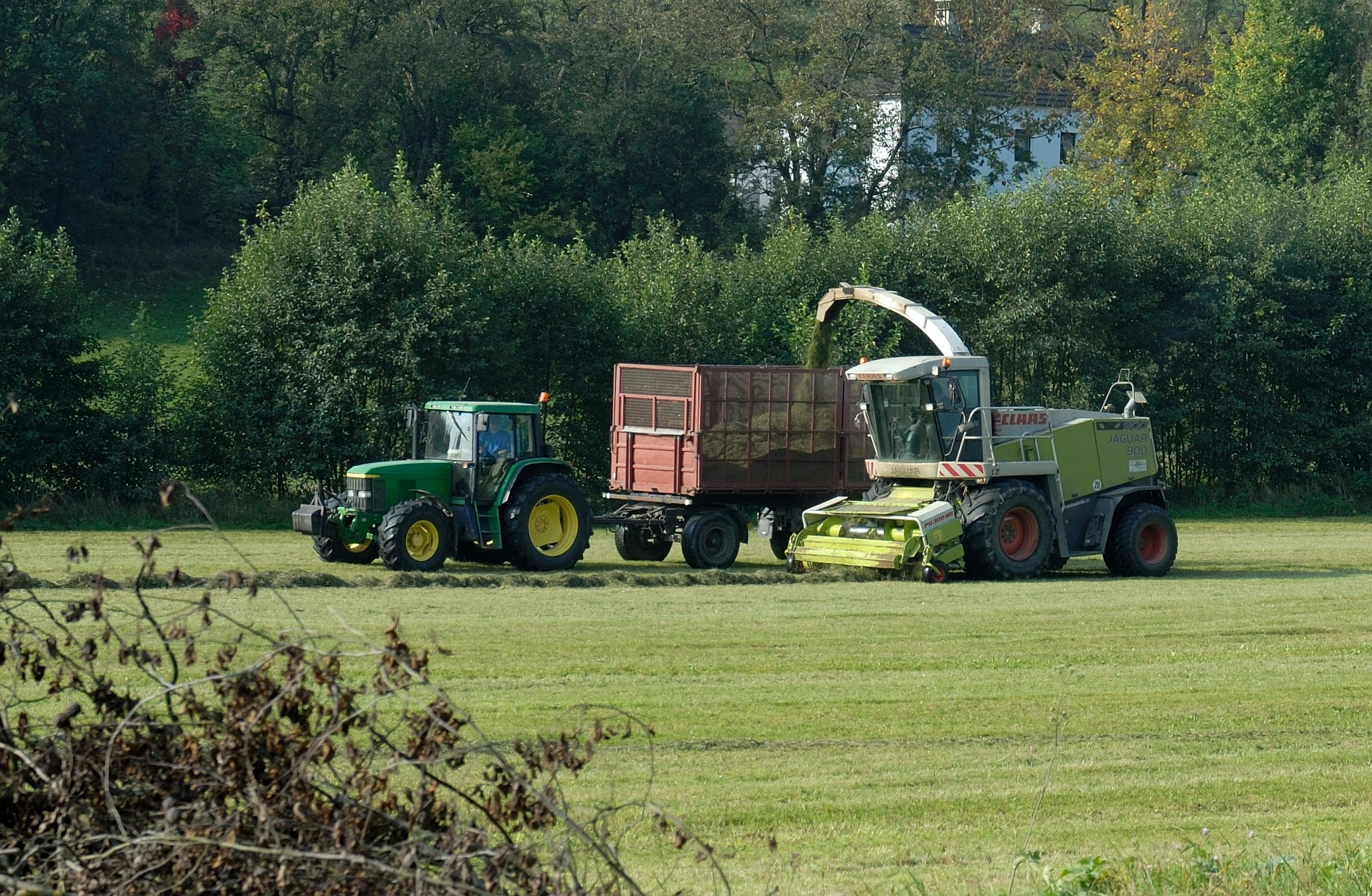
Feldhäcksler beim Einbringen von angewelktem Gras

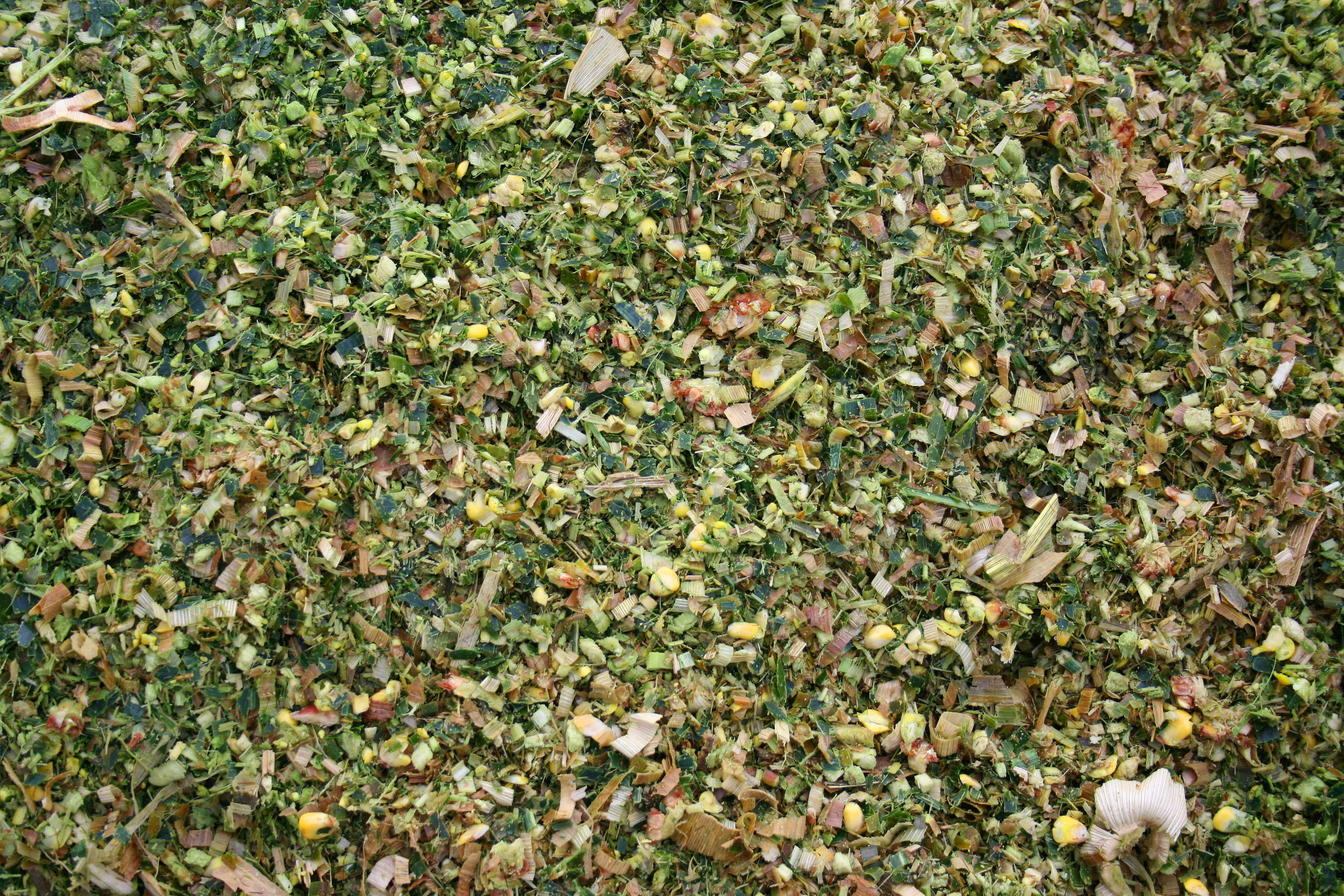
Frische Maishäcksel vor der Silierung

Das zu silierende Pflanzenmaterial wird im Allgemeinen vor Einbringung in das zur Silierung und anschließenden Lagerung dienende Silo mittels Feldhäcksler oder Ladewagen zerkleinert, da zerfasertes oder zerrissenes Erntegut vor allem durch bessere Verfügbarkeit der Kohlenhydrate infolge teilweise zerstörter Zellwände und der leichteren Verdichtung, damit geringerem Sauerstoffgehalt, besser vergärt. Nach der Einbringung des Erntegutes in das Silo wird dieses verdichtet und luftdicht abgeschlossen. Hierdurch werden pflanzeneigene Enzyme sowie aerobe und fakultativ anaerobe Mikroorganismen (Bakterien, Hefen, Schimmelpilze) unterdrückt. Die Milchsäurebakterien wandeln den Zucker in Säuren (vor allem Milchsäure) um und der pH-Wert fällt auf typischerweise 4,0–4,5 ab. Dadurch werden weitere gärschädliche Bakterien am Wachstum gehindert: Coli-Aeorogenes-Gruppe, Listerien und Clostridien.

### Hemmende Faktoren
Eine zu hohe Pufferkapazität (zu hoher Gehalt an Protein, Ammoniak und basischen Aschebestandteilen) kann das Absinken des pH-Werts behindern. Ist der Trockensubstanzgehalt zu niedrig (< 30 %), ist auch die Nährstoffkonzentration zu gering und den Milchsäurebakterien stehen zu wenig Kohlenhydrate zur Verfügung. Lange Pflanzenteile (> 5 cm) und eine lange Befüllzeit (> 2 Tage) erhöhen die Luftzufuhr und begünstigen so die Atmung des Materials. Dadurch wird der Kohlenhydratanteil weiter reduziert.

### Silierhilfsmittel

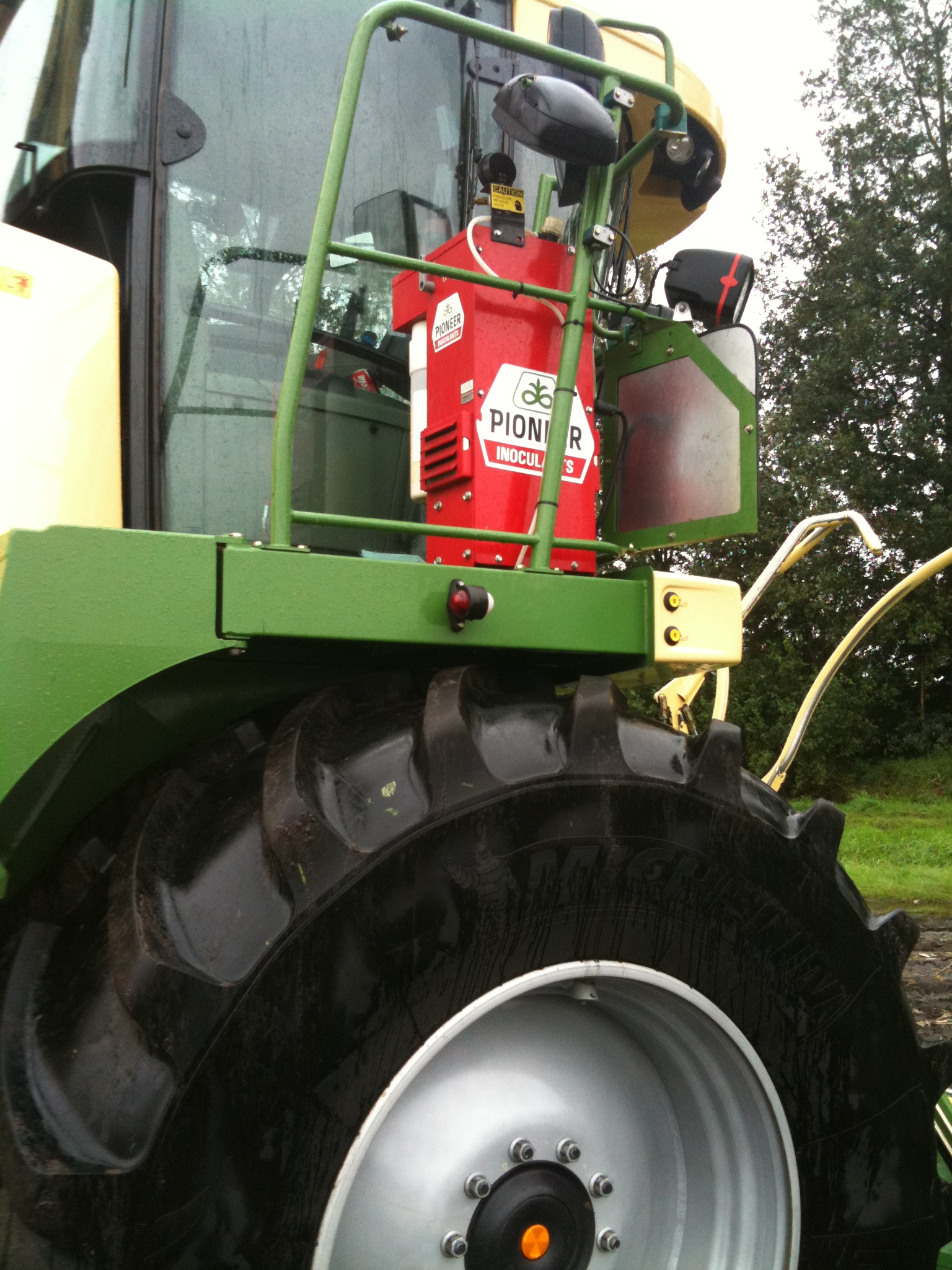
Siliermitteldosierer an Feldhäcksler

Silierhilfsmittel können die Qualität einer Silage verbessern, sie können aber keine Fehler ausgleichen. In Deutschland lässt die Deutsche Landwirtschaftsgesellschaft (DLG) Silierhilfsmittel auf Wirksamkeit bei Silier- und Fütterungsversuchen prüfen. Sie teilt die Silierhilfsmittel in fünf Wirkungsrichtungen ein:
- Verbesserung der Vergärung
- Verbesserung der Haltbarkeit unter Lufteinfluss
- Reduzierung des Gärsaftablaufs
- Verbesserung der Futteraufnahme, Verdaulichkeit, Mastleistung oder Milchleistung
- Verhinderung der Vermehrung von Clostridien[4]

In der Regel kommen in Siliermitteln Bakterienkulturen zum Einsatz (sogenannte biologische Siliermittel). Daneben gibt es „chemische Siliermittel“ auf Basis chemischer Verbindungen sowie Präparate, die Enzyme enthalten. Silierhilfsmittel gibt es in flüssiger und fester Form, wobei flüssige besser in das Material gemischt werden können, einfacher zu dosieren sind und bei Trockensubstanzgehalten > 45 % ausschließlich eingesetzt werden sollten.

## Silagequalität

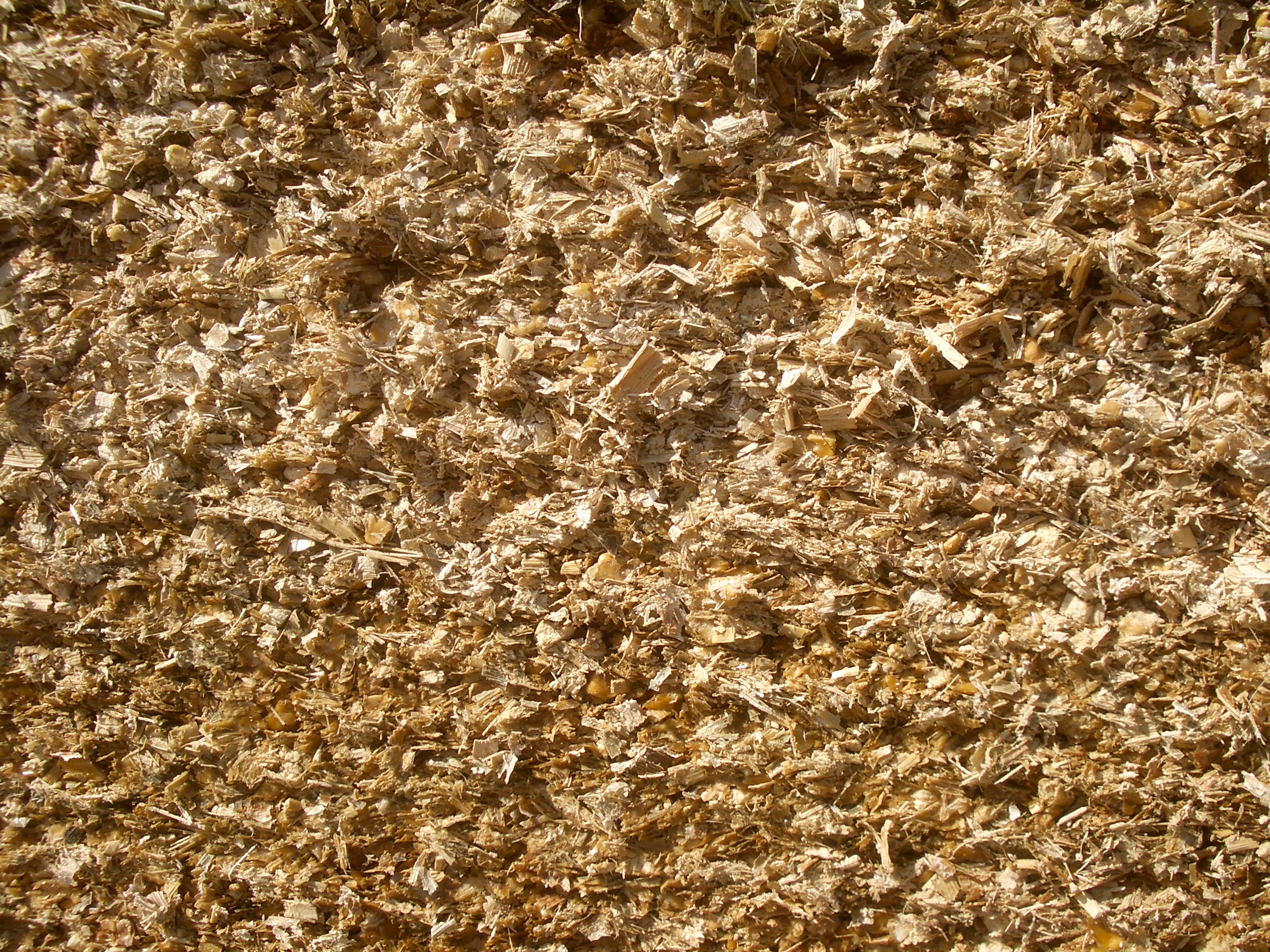
Futterfertige Maissilage

Eine sinnliche Beurteilung der Qualität einer Silage kann durch das Riechen und Sehen erfolgen. Riecht die Silage nach Butter- oder Essigsäure oder verbrannt, ist die Gärung misslungen. Schimmel oder starke Verunreinigungen lassen sich optisch erkennen und beurteilen. Die Länge der Pflanzenteile lässt eine grobe Aussage auf die Strukturwirkung der Silage zu. Fehler bei der Silierung machen die Silage für das Vieh ungenießbar und bergen die Gefahr von Erkrankungen durch toxische Ausscheidungsprodukte von Bakterien (z. B. Botulismus) und Pilzen. Der „DLG-Schlüssel zur Bewertung von Grünfuttersilagen auf der Basis der chemischen Untersuchung nach Weißbach und Honig 1997“ bietet konkrete Hinweise für eine grundlegende und umfassende Beurteilung. Aus einer solchen Untersuchung lassen sich nicht nur Hinweise zu Futteraufnahme, Konservierungsverlusten, hygienischer Futterbeschaffenheit sowie eventuellen Risiken für Milchqualität und Tiergesundheit ableiten. Im Zusammenhang mit der Futterwertanalyse sind auch Rückschlüsse auf eventuelle Fehler in Grünlandbewirtschaftung, Futterernte und Futterkonservierung sowie ihre Ursachen möglich.

### Silierverlauf, Silagequalität und deren Beurteilung
In der landwirtschaftlichen Praxis wird noch oft die irrige Meinung vertreten, dass eine Untersuchung der Gärqualität unnötig ist, sofern neben der Futterwertanalyse auch der pH-Wert ermittelt wird. Nach dieser Meinung garantiert ein niedriger pH-Wert unter 4,6 bereits eine gute Gärqualität.
Es besteht in der Tat ein Zusammenhang zwischen pH-Wert und der Gärqualität. Allerdings unterliegt der pH-Wert innerhalb der einzelnen Gärqualitätsstufen erheblichen Schwankungsbreiten. Bei sehr guter Gärqualität variiert der pH-Wert zwischen 3,4 und 5,0, bei schlechter und sehr schlechter Gärqualität zwischen 4,6 und 6,9. Damit garantiert weder ein niedriger pH-Wert eine hohe Gärqualität, noch muss bei einem hohen pH-Wert eine geringe Gärqualität vorliegen.
Eine Ursache für pH-Wert-Schwankungen ist der Anwelkgrad. Je stärker das Siliergut angewelkt ist, desto weniger Säure wird gebildet und desto weniger stark sinkt der pH-Wert. Auch wenn die Wahrscheinlichkeit für sehr gute Gärqualitäten bei 30–40 % Anwelkgrad am größten ist, besteht kein zwingender Zusammenhang zwischen Anwelkgrad und Gärqualität einer Silage. Alle Anwelkgrade von Nasssilagen bis zur Heulage kommen in allen Gärqualitätsstufen vor. Entsprechend variieren auch die pH-Werte relativ stark mit Überschneidungen in allen Gärqualitätsstufen.
Im Silierprozess wird im Siliergut enthaltener Zucker bzw. Stärke durch Bakterien vor allem in Milchsäure und kleinere Anteile Essigsäure umgewandelt. Wenn der Silierprozess nicht optimal verläuft, entsteht auch Buttersäure. Diese drei Säuren werden als Gärsäuren bezeichnet.
- Milchsäure riecht aromatisch und ist unter anderem das natürliche Konservierungsmittel von Sauerkraut und Silagen. Sie wird überwiegend durch homofermentative Milchsäurebakterien gebildet. Heterofermentative Milchsäurebakterien produzieren ebenfalls Milchsäure, jedoch in geringeren Mengen. Je nach Anwelkgrad werden Gärschädlinge wie Clostridien, Hefen und coliforme Bakterien unterhalb eines pH-Wertes von etwa 4,2 (Nasssilagen) bis 5,1 (stark angewelkte Silage mit 50 % TM) so sehr gehemmt, dass die Silagen mit relativ hoher Sicherheit stabil sind (Weißbach 1968). Bei einem Anwelkgrad um 30–40 % kann der pH-Wert bis etwa 4,0–4,5 absinken. Dann stellen auch die Milchsäurebakterien ihre Arbeit ein. Aus diesem Grunde sind mit chemischen Mitteln konservierte Silagen nahezu bis gänzlich frei von Gärsäuren.
- Essigsäure ist von stechendem Geruch und findet unter anderem in der Küche Verwendung zum Konservieren und Verfeinern von Lebensmitteln. Sie durchdringt Zellwände von Mikroorganismen und denaturiert die Zellproteine. Aus diesem Grunde sind geringe Essigsäuregehalte in Silagen durchaus erwünscht.
- Buttersäure riecht stark nach Erbrochenem und reizt Augen und Atemwege. Buttersäurebakterien sind unter anderem im Pansen von Wiederkäuern oder dem menschlichen Dickdarm an der Verdauung von Cellulose beteiligt. Aufgrund ihres Geruches findet Buttersäure keine Verwendung in der Küche, jedoch liefern Buttersäureester Aromastoffe für die Lebensmittel- und Parfumindustrie. In Silagen ist Buttersäure unerwünscht.

Nasssilagen neigen aufgrund der puffernden Wirkung des Wassers sowie geringer Zuckergehalte oft zu Essig- und Buttersäuregärung. Die pH-Wert-Absenkung ist in diesem Falle nicht so hoch wie bei der Milchsäuregärung. Zudem kann in diesen Silagen Milchsäure bakteriell in Essig- und Buttersäure überführt werden.
Zu stark angewelktes Siliergut bietet, insbesondere bei unzureichender Verdichtung, gute Vermehrungsmöglichkeiten für Hefen. Diese stellen ihre Tätigkeit ein, sobald kein Sauerstoff im Silo mehr vorhanden ist. Die Milchsäurebakterien senken in diesen Silagen zwar den pH-Wert ab, jedoch ist bei Öffnen der Miete mit einem starken Wachstum der Hefen zu rechnen, außer man setzt homofermentative Milchsäurebakterien inklusive einer Hefehemmung zu. Äußerlich macht sich dieses durch Nacherwärmung bemerkbar. Warmes Siliergut bietet gute Lebensbedingungen für koliforme Keime, die Milchsäure in Buttersäure umwandeln, so den pH-Wert erhöhen und schließlich zum Verderb der Silage führen. Zudem sind die Stoffwechselprodukte insbesondere von Hefen und anderen Pilzen toxisch. Verfüttern derart geschädigter Silagen kann bei den Tieren zu Leistungsdepressionen und Krankheit bis hin zum Tode führen.
Die Summe aus Milch-, Essig- und Buttersäure sinkt von der sehr guten bis zur verbesserungsbedürftigen Gärqualität und der pH-Wert steigt. Allerdings steigt der pH-Wert auch noch von der verbesserungsbedürftigen zur schlechten und sehr schlechten Gärqualität an, obwohl gleichzeitig der Gärsäuregehalt ebenfalls ansteigt. Die Ursache hierfür ist, dass den wesentlichen Einfluss auf den pH-Wert die Milchsäure ausübt. Ihr Gehalt verringert sich bei mittlerer Betrachtung mit jeder Gärqualitätsstufe von der sehr guten zur sehr schlechten Gärqualität zunächst stark und schließlich nur gering. Dagegen sind die Veränderungen der Gehalte an Essig- und Buttersäure wesentlich geringere. Der Essigsäuregehalt bleibt in der sehr guten bis verbesserungsbedürftigen Gärqualität mit 0,8–1,0 % relativ konstant und steigt bei schlechter und sehr schlechter Gärqualität auf 1,5 % an. Der Buttersäuregehalt steigt mit abnehmender Gärqualität von 0,24 auf etwa 1 % an.
Bei Betrachtung der Gärsäuremuster, also der Anteile der einzelnen Gärsäuren am gesamten Gärsäurespektrum in Abhängigkeit von der Gärqualität, wird deutlich, dass die Dominanz der Milchsäure als Träger von Gärqualität und Stabilität der Silage mit abnehmender Gärqualität zusehends verloren geht. Das Gärsäuremuster hervorragender Silagen besteht zu 80–100 % aus Milchsäure. Ferner kann ihr Gärsäuremuster 10–20 % Essigsäure und maximal 5 % Buttersäure enthalten. Mit abnehmender Gärqualität gleichen sich die Anteile der einzelnen Gärsäuren innerhalb des Gärsäuremusters zusehends an, bis bei sehr schlechter Gärqualität Milch-, Essig- und Buttersäure annähernd zu gleichen Anteilen im Gärsäuremuster vertreten sind.
Die Untersuchung der Gärqualität umfasst mehr als nur Messungen von Milch-, Essig-, Buttersäuregehalt, Ammoniakanteil am Gesamtstickstoff und pH-Wert. Sie wird ergänzt durch die Sinnprüfung auf etwaigen Schimmelbefall, bakterielle Zersetzung usw. Auf Grundlage all dieser Untersuchungen erfolgt die Qualitätsbewertung nach dem „DLG-Schlüssel zur Bewertung von Grünfuttersilagen auf der Basis der chemischen Untersuchung nach Weißbach und Honig 1997“. Aus einer solchen umfassenden Untersuchung lassen sich nicht nur Hinweise zu Futteraufnahme, Konservierungsverlusten, hygienischer Futterbeschaffenheit sowie eventuellen Risiken für Milchqualität und Tiergesundheit ableiten. Im Zusammenhang mit der Futterwertanalyse sind auch Rückschlüsse möglich auf eventuelle Fehler in Grünlandbewirtschaftung, Futterernte und Futterkonservierung sowie ihre Ursachen.

## Lagerung

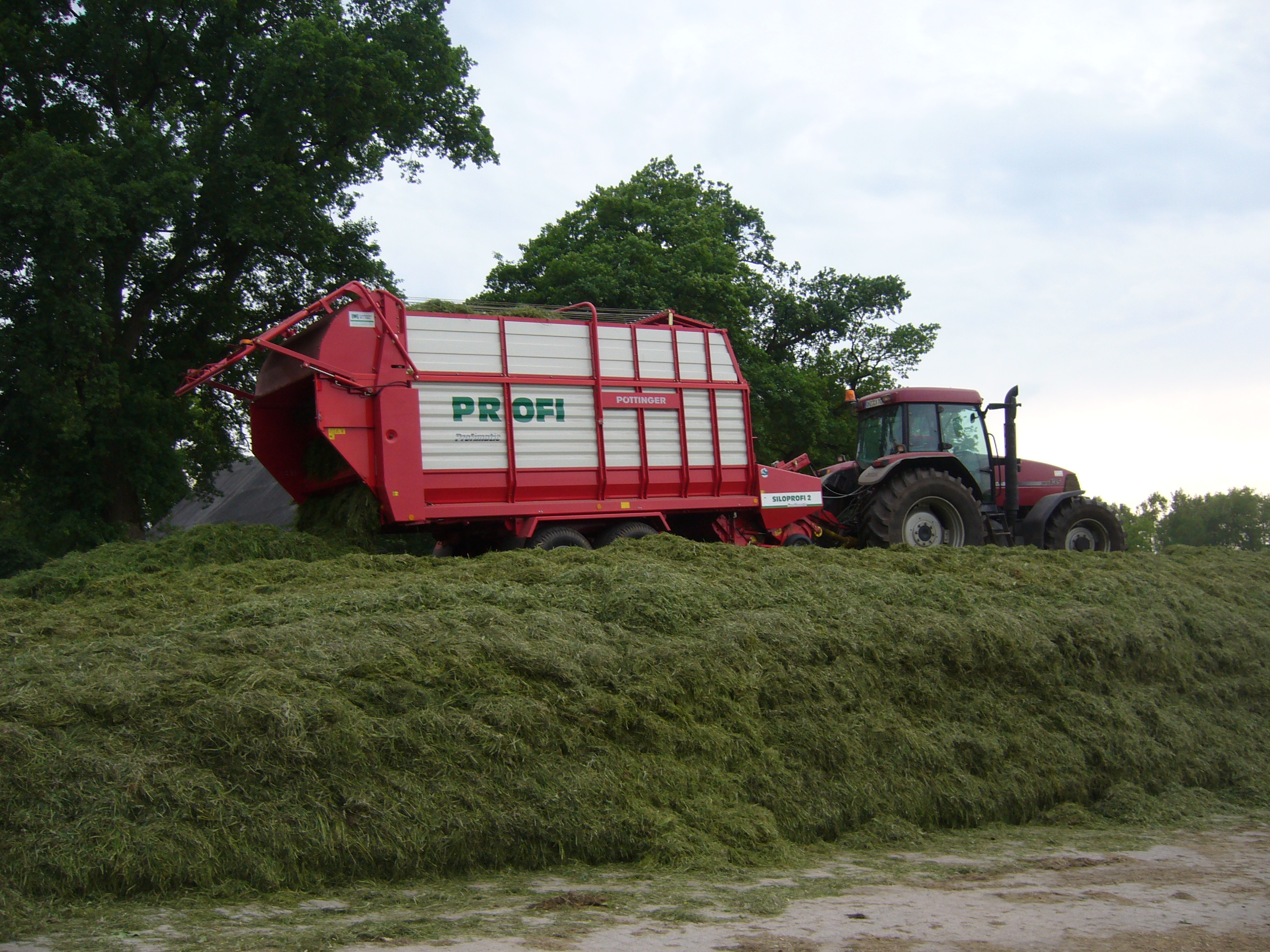
Grassilageproduktion: Verteilung von Grasschnitt auf einem Fahrsilo

Es gibt drei Grundformen des Silos zur Erzeugung und Lagerung von Silage: Das heute nur mehr selten anzutreffende Hochsilo, das Flachsilo (Freigärhaufen oder Fahrsilo) und das Ballensilo (Schlauchsilo).

### Lagerungsformen

#### Hochsilo
Beim Hochsilo handelt es sich um einen zylindrischen Hohlkörper, der von oben mit dem Material befüllt wird. Der Vorteil ist, dass das Material durch das Eigengewicht gut verdichtet wird und luftdicht gelagert werden kann. Nachteilig sind die sehr hohen Baukosten und die zeitintensive Befüllung und Entnahme. Die Verbreitung ist daher heute nur mehr gering.

#### Flachsilo
Deutlich häufiger finden sich Flachsilos in Form von Fahrsilos. Diese sind ebenerdig mit befestigtem Untergrund (Beton) und können seitlich von Wänden begrenzt sein. Das Material wird mit Traktoren mit Siloverteilern verdichtet. Abgedeckt wird es mit speziellen Folien: zunächst eine etwa 40 µm dünne Unterziehfolie, die durch die Restatmung angesaugt wird, gefolgt von einer dicken schwarz-weißen Deckfolie, deren schwarze Seite üblicherweise auf dem Silo liegt, während die weiße Seite nach oben zeigt. Die Folien und ein mögliches Siloschutzgitter gegen Vogelfraß werden mit Altreifen oder Sandsäcken beschwert. Die Vorteile sind die hohe Schlagkraft (pro Zeit einbringbare Menge) und die je nach Ausführung sehr geringen Baukosten. Nachteilig ist im Gegensatz zu den Ballen, dass jeweils ein komplettes Silo gefüllt werden muss und die Verdichtung und der luftdichte Abschluss problematisch sein können. Ebenso muss, wenn das Silo wieder geöffnet wird, stetig Silage entnommen werden, damit das Futter an der geöffneten Stelle nicht verdirbt. Bei großen Fahrsilos wird gelegentlich auf eine Folienabdeckung verzichtet, höhere Verluste in den Randschichten werden dann in Kauf genommen.

#### Ballensilo
Silage mit Lagerung im Ballensilo gibt es als Rund- oder Quaderballen. Sie werden in einer Ballenpresse aufgewickelt und verdichtet und mit einem Ballenwickelgerät mit Folie verschlossen. Durch die Silierung in Folie wurde Silage zum regional handelbaren Gut, da Handhabung und Transport ohne Öffnen der luftdichten Umhüllung möglich sind – die Ballen werden zum Verladen mit einer Art Klammer erfasst, um nicht einstechen zu müssen.
Beim Schlauchsilo, das erst mit Beginn des 21. Jahrhunderts in Deutschland Verbreitung findet, wird das Material mit einer speziellen Presse in einen langen Schlauch gepresst. Im Unterschied zu den Ballen ist die Silage dann nicht mehr in einfachen Portionen zu transportieren, aber Platz- und Folienbedarf sind geringer. Im Unterschied zum Fahrsilo kann aufgrund der kleineren Anschnittfläche ein schnelleres Fortschreiten der Entnahme realisiert werden.

Lagerungsformen
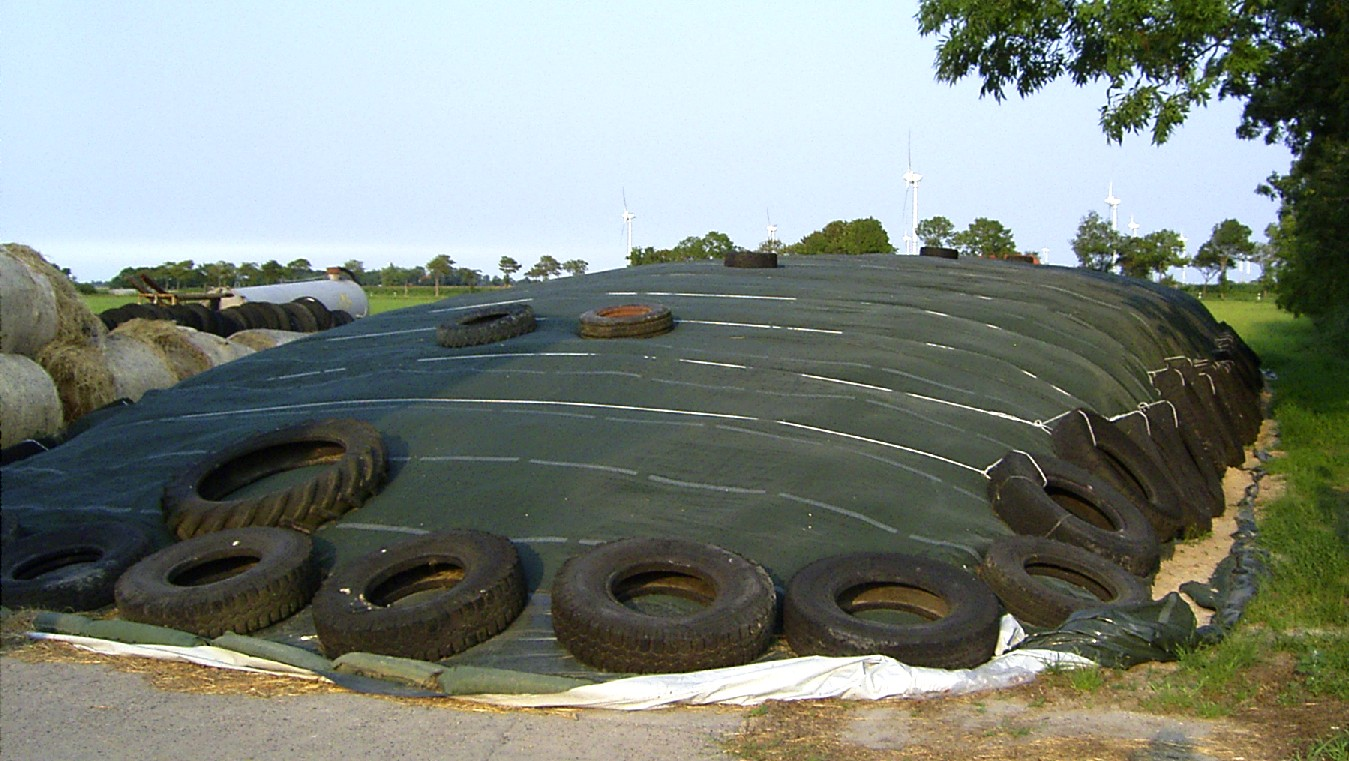
Fahrsilo ohne Seitenwände auf einem betonierten Platz, abgedeckt mit Folie und Netz, beschwert mit Reifen
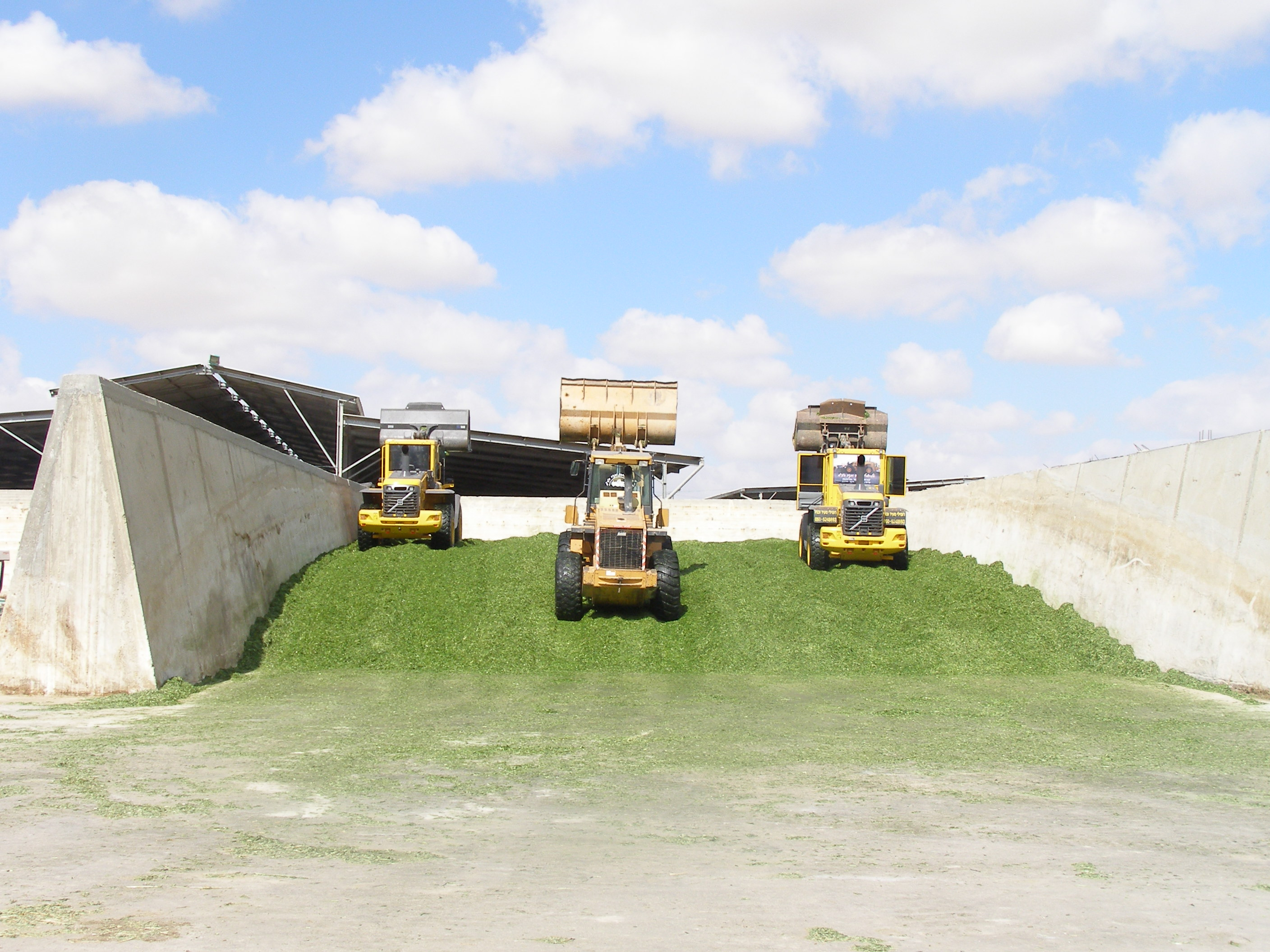
Fahrsilo mit Bodenplatte und Seitenwänden
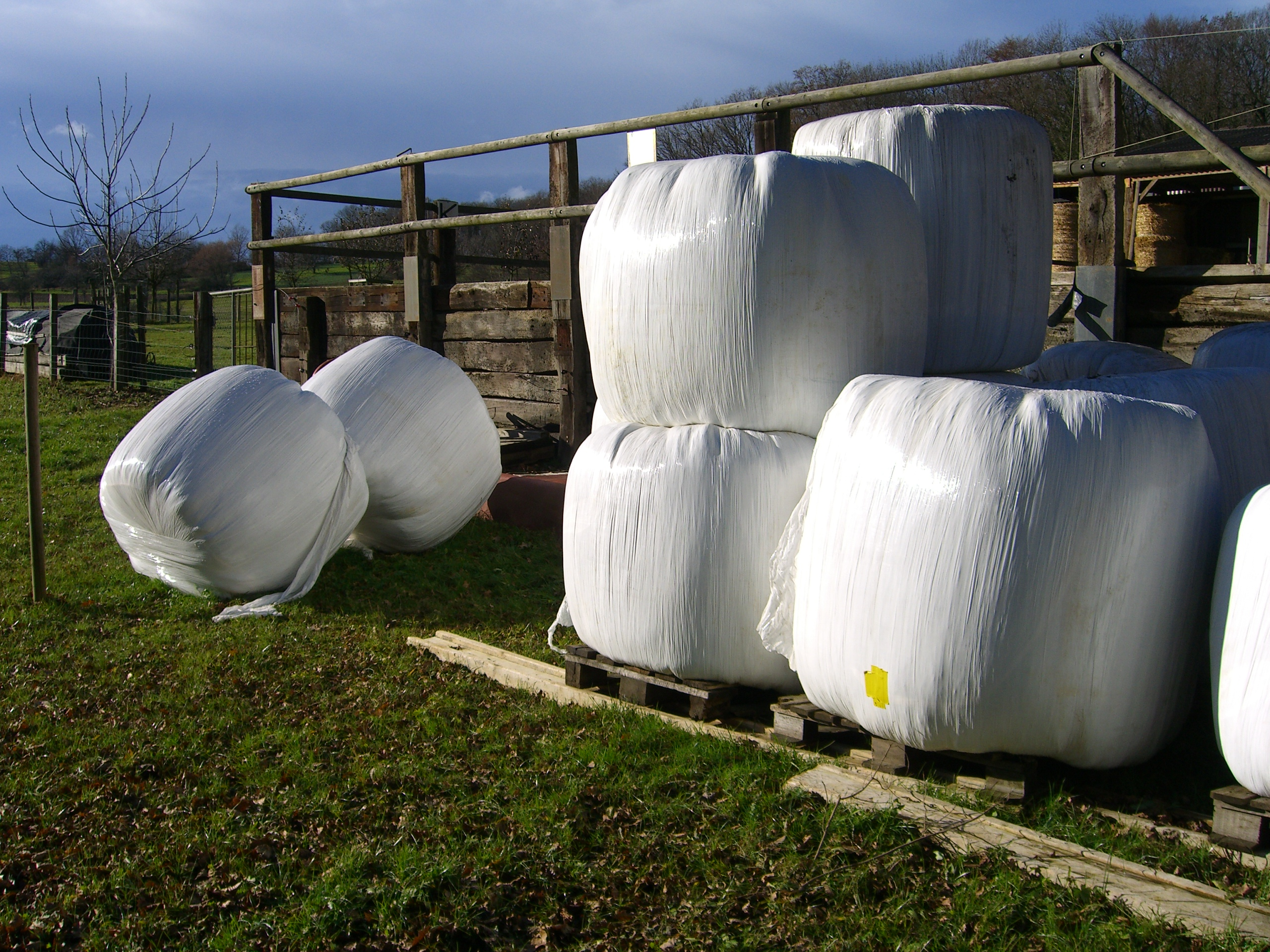
Rundballen (Silageballen)
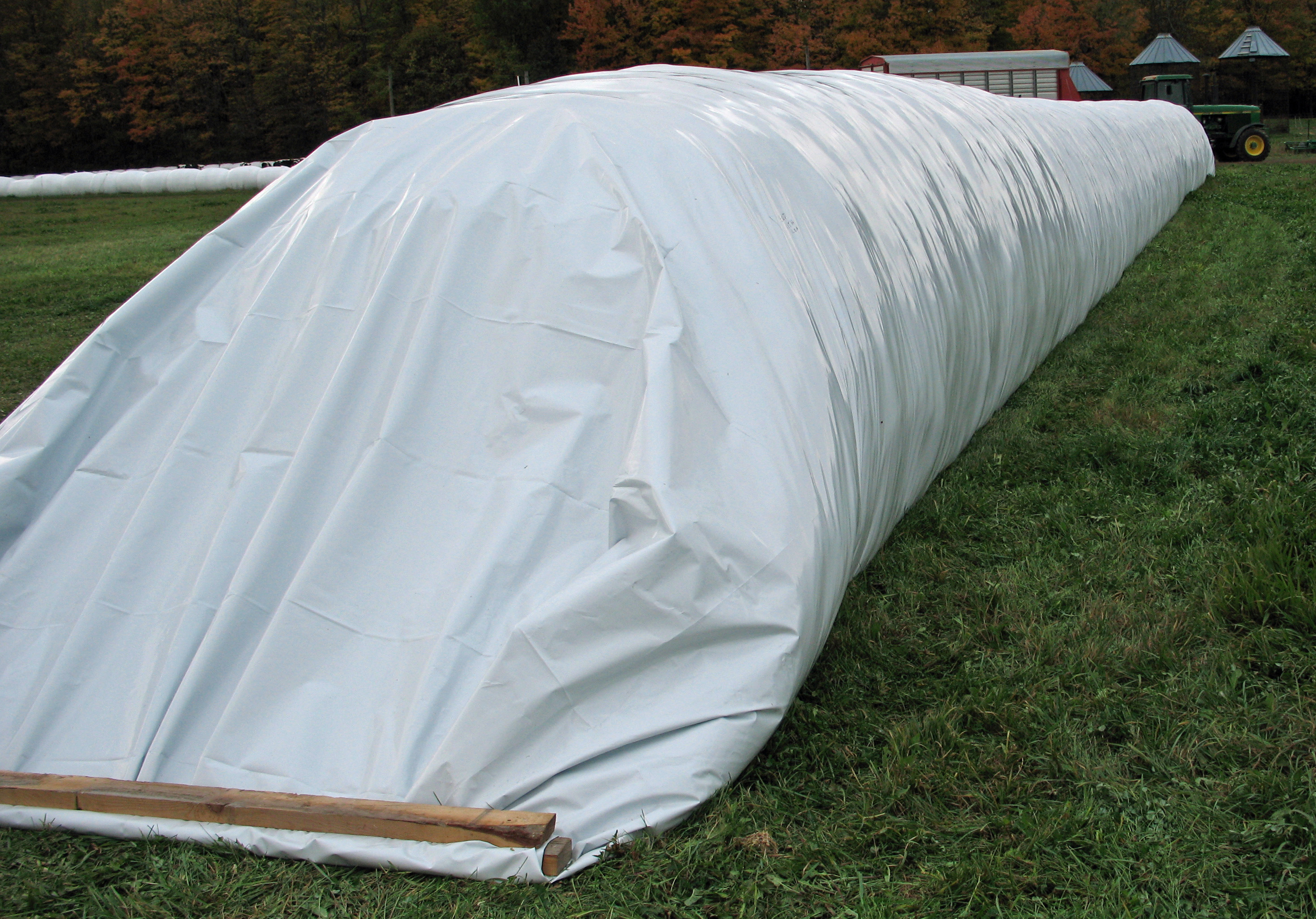
Schlauchsilo
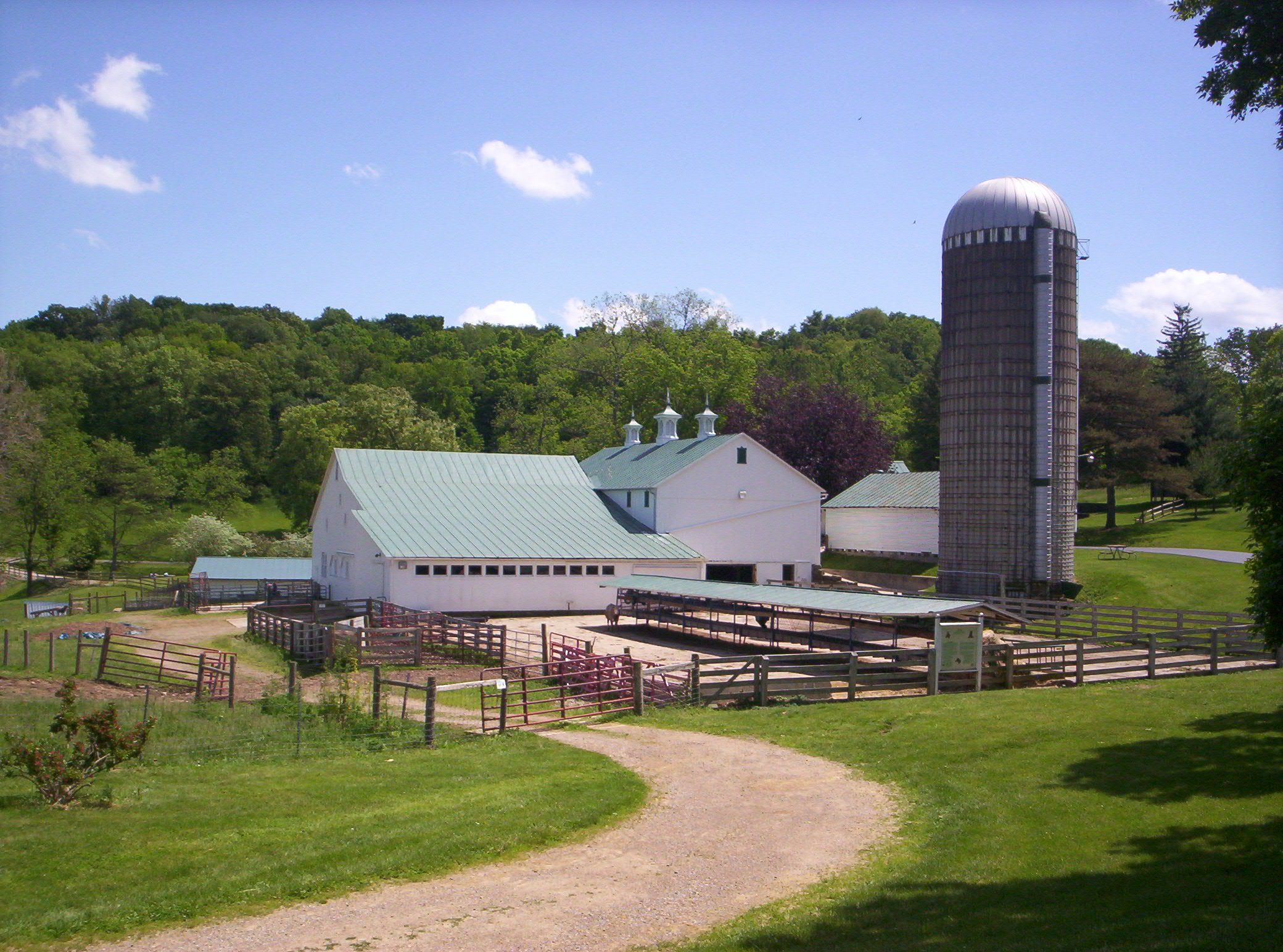
Hochsilo (rechts im Bild) für Grassilage

### Sickersaft und Nacherwärmung
Ist die Silage zu feucht, entsteht unnötig Sickersaft. Er darf wegen seines Nährstoff- bzw. Mineral- und Säuregehalts nicht in Grundwasser oder Oberflächengewässer gelangen. Die Nährstoffe im Silagesickersaft verbrauchen bei ihrem Abbau im Gewässer sehr viel Sauerstoff, was das Gleichgewicht in diesem Ökosystem beeinträchtigen (Eutrophierung) und zu Fischsterben führen kann. Zur Umsetzung europarechtlicher Regelungen zum Gewässerschutz müssen solche JGS-Anlagen daher in Deutschland besondere Sicherheitsanforderungen an Bau und Betrieb sowie bei größeren Silos oder Sickersafttanks insbesondere an die Eigenkontrolle zur Absicherung dauerhafter Flüssigkeitsundurchlässigkeit mit Vorbeugemaßnahmen wie Dichtigkeitsprüfungen oder Leckageerkennungssystem erfüllen. Aufgefangener Sickersaft kann hingegen als Wirtschaftsdünger oder in der Biogasanlage verwertet werden.
Durch Luftzufuhr während der Lagerung kann es zu Nacherwärmungen kommen. Hefen vermehren sich und verbrauchen Zucker und Milchsäure. Im Extremfall entwickeln sich giftige Schimmelpilze. Um das zu verhindern, wird die Anschnittfläche der Silage möglichst klein und das Fortschreiten der Entnahme groß (im Sommer mind. 2,5 m je Woche, im Winter 1,5 m je Woche) gewählt.